# Walter Hauser
Walter Hauser, född den 1 maj 1837 i Wädenswil, död den 22 oktober 1902 i Bern, var en schweizisk statsman.
Hauser, som ursprungligen var garvare, valdes 1869 till kantonsrådet för kantonen Zürich och blev en av de frisinnade demokraternas ledare. Han blev 1881 medlem av kantonens regering och visade sig som en duglig finansman. Åren 1869–1875 hade han säte i det schweiziska nationalrådet, valdes 1879 till ständerrådet (var 1883 dess talman) och 1888 till förbundsrådet, där han under de första åren styrde militärväsendet och senare finanserna; 1892 och 1900 var han förbundspresident.